# Csépe Imre
Csépe Imre (Kishegyes, 1914. szeptember 23. – Szabadka/Szeged, 1972. május 18.) író költő, újságíró.

## Életpályája
A háború előtt kubikos, gyári munkás, iskolaszolga, később könyvügynök, színész, majd újságíró. 1936-ban írja első verseit, amelyek a jugoszláviai magyar lapokban, a Kalangyában és a Hídban jelennek meg, majd a Népszava, a Csillag, a Kanadai Magyar Újság, a Látóhatár, a Tiszatáj, a Délmagyarország s a szerb-horvát folyóiratok és lapok közlik.
Munkái könyv alakban csak a háború után jelentek meg. Antológiák szintén közlik költeményeit (Téglák, barázdák, Kalászok, Vajdasági ég alatt).
Csépe autodidakta költő, "őstehetség", s ez többé-kevésbé magyarázatot ad fejlődésének zegzugos útjára és vargabetűire is. A harmincas évek végének fáradt polgári-entellektüel költészetébe rendkívül üde, friss hangot hoz, s az ösztönlíra áradásával lepi meg az irodalmi világot. Kiforratlanok és verstanilag "hibásak" ezek a versek, de a népdal-költő természetes lélegzetvétele élteti őket, az a spontán alkotóösztön és képalkotó erő, ami később az "urbanizált" Csépe lírájában mindjobban kifakul s mind erőtlenebb hullámokat vet. Korai versei a "fenéken maradók" önkéntelen panaszát szólaltatják meg, annak az embernek a baját, "ki kukoricát hetedén kapál, tarisznyáját nem mássza hangya, mert pipacsot vacsorál".
A felszabadulás utáni évek irodalmi dresszúrájában ez a közvetlen, őszinte társadalmiság kötelező tendenciává és kijelölt irodalmi programmá merevedett, s ezen az úton el is tűnt Csépe költészetéből: a Termő porban című kötetben már alig van nyoma népballadás eredetiségének, s az egyéni hangot az epigonizmus, az "iskolázott" költő utánérzései váltják fel.
Novelláiban is hasonló utat tesz meg: a falusi élet mélységének megragadó képe, a friss, népies szemlélet, az ízes, autentikus elbeszélő stílus, ami a Tarisznyás emberek kötet legfőbb értéke volt, a Fehér csöndben, és még inkább a Termő porban pedig már "göregáboros" népiességgé laposodik. Novelláinak egy másik csoportjában a modern ember filozófiai problémái, az atomkor egzisztenciális kérdései foglalkoztatják, s itt még messzebb kerül törzsökös, hiteles stílusától.
Az ősi faluélményhez kanyarodik vissza a hegyesi és Topolya környéki béresek, napszámosok életét rajzoló regényében (Fordul a szél), amelyben először tesz próbát arra, hogy egy önéletrajzi-szerelmi regény keretében mondja el a két háború közti bácskai szegényparaszt sorsát a sváb nagygazdák világában. Noha a regényt gyakori lírai intermezzók szabdalják fel, s kompozícióban inkább formátlan novellafüzérre emlékeztet, az élmény ereje és az elbeszélés lírai heve, még inkább pedig a népies fordulatokban és szóláshasonlatokban bővelkedő nyelve érdekes olvasmánnyá teszi.

## Művei
- Üzen a föld. Csépe Imre versei; bev. Gál László; Bratsztvo-Jedinsztvo, Noviszád, 1949
- Májusi mezőkön, versek, 1952
- Tarisznyás emberek, novellák, 1957
- Fehér csönd, novellák, 1959
- Termő porban, versek, 1961
- Alkonyatban, novellák, 1962
- Fordul a szél, regény, 1965
- Mezei dolgok; vál., sajtó alá rend. Fehér Ferenc; Forum, Újvidék, 1973
- Határdomb. Vallomások; Szabadkai Munkásegyetem, Szabadka, 1973 (Életjel könyvek)
- Idők lombhullása. Válogatott írások; vál., utószó Fehér Ferenc; Forum, Újvidék, 1982
- Szorul a nap. Versek; összegyűjt., jegyz. Urbán János; Életjel, Szabadka, 1986 (Életjel könyvek)